# Прокошево (Ярославская область)
Прокошево – деревня на территории Николо-Кормской сельской администрации Покровского сельского поселения Рыбинского района Ярославской области . 
Деревня расположена на удалении до 1 км от автомобильной дороге Р104 на участке Углич-Рыбинск, примерно в 1 км на юг от расположенной на дороге деревни Сидорово, от южной окраины которой к Прокошеву ведёт грунтовая дорога. Восточнее Прокошево на удалении менее 1 км расположена деревня Суворово. Южнее этих деревень обширное урочище Щапово, через которое идет проселочная дорога в южном направлении к деревням Сухино, Раменье и поселку Великий Мох.  К востоку от Прокошева и Суворово урочище Суринино, которое пересекается мелиоративными канавами. Эти канавы представляют исток реки Коровка.  
На 1 января 2007 года в деревне проживало 5 человек. . По почтовым данным в деревне 10 домов . 
Транспортная связь через деревню Сидорово, оттуда автобус  связывает село с Рыбинском, Мышкиным и Угличем. Администрация сельского поселения в поселке и центр врача общей практики находится в посёлке Искра Октября, почтовое отделение в селе Покров (оба по дороге в сторону Рыбинска).